# Mallinella decurtata
Mallinella decurtata är en spindelart som först beskrevs av Tord Tamerlan Teodor Thorell 1899.  Mallinella decurtata ingår i släktet Mallinella och familjen Zodariidae.
Artens utbredningsområde är Kamerun. Inga underarter finns listade i Catalogue of Life.